# الأمر بالمعروف والنهي عن المنكر (كتاب)
الأمر بالمعروف والنهي عن المنكر. كتاب صنفه الإمام ابن أبي الدنيا جمع فيه أحاديث نبوية وآثار السلف وأشعارهم، التي تتكلم على الأمر بالمعروف والنهي عن المنكر، وهو كتاب نفيس ومرجع قيم من كتب التراث الإسلامي.

## وصلات خارجية
- [ كتاب مسموع الأمر بالمعروف والنهي عن المنكر لابن أبي الدنيا] على يوتيوب.
- قراءة كتاب الأمر بالمعروف والنهي عن المنكر (archive.org)
- الأمر بالمعروف والنهي عن المنكر لابن أبي الدنيا محتويات الكتاب(موسوعة الحديث)